# Pavel Steiger
Pavel Steiger (* 15. června 1941) je český geolog, křesťanský publicista, překladatel z angličtiny, misionář a evangelista kalvinistického protestantského proudu.
Je ženat s Klárou Steigerovou (* 3. října 1945).
V srpnu 1969 emigroval se svou rodinou z Československa. Usadil se v USA, kde konvertoval ke křesťanství
Od roku 1985 pracoval v Indonésii, kde navázal spolupráci s křesťanskou rozhlasovou stanicí Trans World Radio a začal vydávat časopis Zápas o duši. Působil i v československém oddělení křesťanské rozhlasové stanice HCJB (do zrušení českého vysíláni v roce 2002).
Po sametové revoluci se s manželkou vrátil do Československa a věnoval se plně evangelizační a publicistické práci. Pokračoval ve vydávání časopisu Zápas o duši. Je autorem knih Zápas o duši (1985 – exilové vydání, 1991) a Svou slávu nikomu nedám (2017).